# Charles Kumi Gyamfi
Charles Kumi Gyamfi (* 4. Dezember 1929 in Accra; † 2. September 2015 in Accra) war ein ghanaischer Fußballspieler und -trainer.

## Sportliche Laufbahn
In seiner Heimat Ghana, bis zur Unabhängigkeit als Goldküste Teil des britischen Kolonialreichs, war Charles Gyamfi unter anderem für Asante Kotoko und Hearts of Oak in seiner Geburtsstadt Accra am Ball. Im Rahmen seiner Trainerausbildung kam er im Februar 1960 in die Bundesrepublik und schloss sich dort als Spieler Fortuna Düsseldorf an. In acht Freundschaftsmatches sowie einem Pflichtspiel lief der Ghanaer für die Rheinländer auf und gilt als einer der, wenn nicht sogar als wirklich „erster afrikanischer Fußballer in Deutschland“. Im September desselben Jahres kehrte er auf Wunsch der Spitze der Ghana Football Association in sein Land zurück.

## Trainerlaufbahn
1963 und 1965 gewann er als Coach mit Ghana die Afrikameisterschaft. Mit der Olympiaelf des Landes nahm der frühere Nationalspieler als Übungsleiter 1964 und 1972 mit den Black Stars an den olympischen Fußballturnieren teil. Beim Afrika-Cup 1982 gelang ihm der 3. Triumph als verantwortlicher Trainer, was noch immer einen Rekord auf diesem Kontinent darstellt.